# 歲閱悠遊
歲閱悠遊（英語：ElderTreks），從關懷長者及消除社會隔閡入手，核心業務為香港本土地道導賞團，邀請熟悉該區的長者當導遊，帶領參加者從多角度感受社區文化。
歲閱悠遊在社創CEO大專賽中奪得冠軍、「社會創新『諗』頭獎」及「現場投選最想實現社創好橋獎」，因而開始受到社福界和媒體關注。 正式悠遊團於2017年底前推出。後來創辦人張昭瀛退出了營運團隊，專注更多新的社區工作。其他創辦人正主要專注於個人工作，未見拓展此社會企業。

## 歷史

### 成立前
在創立歲閱悠遊前，導賞團的構思正源於每逢過節，創辦人之一張昭瀛的外婆便雀躍地與親人細説往事，他遂想到由長者擔任導賞員，讓他們有機會與跨代人士溝通。創辦人施卓輝、郭爾鈴及李浩維亦提到，家中有長輩喜歡外遊，又關注社會因人口老化衍生不少跨世代溝通衝突，故此想到成立「歲閱悠遊」。創辦團隊於2017年1月一同參加社創基金與政府青少年網站合辦「社創CEO大專賽」 ，制定營商計劃。社創 CEO 大專賽在4月22日舉行決賽，效率促進組總顧問鄭婉勤稱歲閱悠遊的計劃因做到為長者拓展事業，體現認識長者、尊重長者的價值，被即場選出成為冠軍隊伍，總共獲得港幣 17 萬港元啟動基金，推動四人正式成立社企。

### 籌備
創辦人於2017年8月展開社會創新之旅，參觀新加坡社會創新項目，汲取經驗。與歲閱悠遊合作的伸手助人協會，旗下有3個老人之家，入住條件都是60歲以上身心健康的長者，亦有經濟上的優先需要。首年度擬招募約15位年齡60歲以上的長者，接受導遊技巧培訓後，擔任導賞員。路綫傾向由長者主導，從他們的興趣和熟悉的社區去設計悠遊團經過的景點。

## 營銷

### 宣傳
歲閱悠遊從2017年3月3日開始在Facebook專頁進行營銷宣傳，主題圍繞香港地區歷史變遷、長者故事、懷舊冷知識。而政府青少年網站的YouTube則於3月21日獨家發佈了第一段介紹此社企的服務的影片。4月2日，Facebook專頁發佈了柴灣區測試團的照片。4月23日，團隊宣布於「社創CEO大專賽」取得的佳績。
宣傳自此暫息了三個月，直至8月27日以「悠歷遊故」系列為首，述說老香港的冷知識，重新啟動在Facebook專頁的營銷工作。9月14日，專頁推出「本土悠故」系列，由位於重建地區的店舖老闆，親口講社區故事。系列除了紀錄老店點滴，還有各店主分享在社會轉變時，努力上游的經歷。

### 顧客服務
9月23日，歲閱悠遊推出24小時顧客服務，聲稱由訪客可以向悠遊大使心悠問問題，實際為智能聊天機器人。此讓歲閱悠遊成為第一家融入智能聊天機器人技術的香港社會企業。不過由於後來創辦人郭爾鈴等沒有妥善維繫顧客服務，故此停止運作。早前在專頁中宣傳聊天機器人的文章亦因而被刪去。

## 注解
1. ↑  這是歲閲悠遊對其舉辦的導賞團的特別專稱。

## 外部連結
- 歲閱悠遊的Facebook專頁
- 歲閱悠遊[]